# Discobola dohrni
Discobola dohrni är en tvåvingeart som först beskrevs 1894 av den ryske entomologen och diplomaten Carl-Robert von Osten-Sacken. Den ingår i släktet Discobola i familjen småharkrankar. Inga underarter finns listade i Catalogue of Life.